# قزل باي
قزل باي هي بلدة في مقاطعة ترمذ في ولاية صرخنداريا في أوزبكستان.